# Chthonerpeton indistinctum
Chthonerpeton indistinctum é uma espécie de anfíbio da família Typhlonectidae. Está presente na Argentina, Brasil, Paraguai e Uruguai. É uma espécie aquática.
Pode estar ameaçado por poluição da água proveniente da indústria e da agricultura. De uma maneira geral a espécie é comum, podendo sofrer algumas flutuações populacionais significativas, mas sem por em perigo a sobrevivência da espécie.